# Ministrymon janevicroy
Ministrymon janevicroy is een vlindersoort uit de familie van de Lycaenidae. De wetenschappelijke naam van de soort werd in 2013 gepubliceerd door Jeffrey Glassberg. Volwassen dieren van Ministrymon janevicroy hebben olijfgroene ogen, in tegenstelling tot de meer algemene Ministrymon azia die donkerbruine of zwarte ogen heeft. 

## Habitat
De habitat bestaat uit droog loofbos en struikgewas.

## Verspreiding
De soort komt voor in Texas en Midden-Amerika. Verder zijn er geïsoleerde populaties op Curaçao en Isla Margarita.

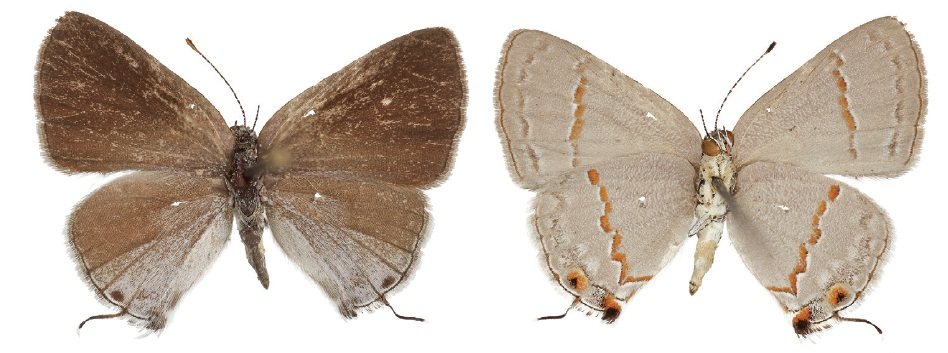
wijfje

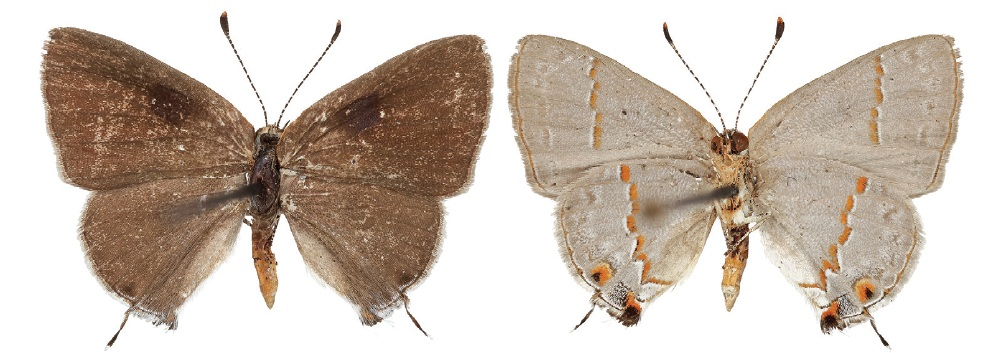
mannetje